# Die Hölle aus Stahl
Die Hölle aus Stahl ist ein US-amerikanischer Kriegsfilm aus dem Jahr 1933 von Jack Conway mit Robert Montgomery und Walter Huston in den Hauptrollen. Der Pre-Code-Film wurde von Metro-Goldwyn-Mayer produziert und basiert auf dem Roman Pigboats von Edward Ellsberg.

## Handlung
1918 übernimmt Lieutenant Commander Toler auf dem alliierten Marinestützpunkt im italienischen Tarent das Kommando über das U-Boot von Lieutenant Knowlton. Unmittelbar nach der Übernahme des Kommandos drängt Toler seinen Matrosen seine harte und anspruchsvolle Persönlichkeit auf und befiehlt seinen Offizieren, darunter Knowlton und seinem besten Freund, Lieutenant Walters, während des Landurlaubs an einem Offiziersball teilzunehmen. Knowlton und Walters sind vom Tanz gelangweilt und wollen sich gerade davonschleichen, als Knowlton die hübsche junge Joan Standish, Tolers Tochter, in einer Menge dicker Matronen entdeckt. Nachdem die beiden Offiziere um Joans Aufmerksamkeit buhlen, ist Knowlton schließlich mit ihr allein und überredet sie, obwohl er überrascht ist, dass sie verheiratet ist, ihn zu einem örtlichen Straßenfest zu begleiten. Während der Feierlichkeiten wird die Stadt von deutschen Bombern angegriffen und das Paar flieht in Knowltons Wohnung in Sicherheit. Dort gesteht Knowlton Joan seine Liebe, doch sie widersteht seinen Avancen und ist erleichtert, als er plötzlich zu seinem U-Boot gerufen wird.
Auf See versenkt das U-Boot zwei deutsche Schlachtschiffe. Toler befiehlt mehreren Männern, kommandiert von Walters, die deutschen Überlebenden in einem Schlauchboot zu retten. Bevor das Schlauchboot zum U-Boot zurückkehren kann, greifen deutsche Flugzeuge an, sodass Toler zum Abtauchen gezwungen ist, ohne Walters retten zu können. Obwohl das U-Boot durch den Bombenangriff beschädigt wurde, erreicht es den Marinestützpunkt. Während Seeleute wie MacDougal und der Koch Ptomaine mit boxenden Kängurus und temperamentvollen britischen Matrosen herumtollen, findet Knowlton Joan bei der Arbeit in einem Militärkrankenhaus. Dort stellt Joan Knowlton ihren Ehemann Herbert vor, einen britischen Flugkommandanten, der bei einem Flugzeugabsturz gelähmt wurde. Betroffen eilt Knowlton davon, wird aber von Joan in seine Wohnung verfolgt, die ihm schließlich ihre Liebe gesteht. Nachdem das Paar schwört, trotz Herbert zusammenzubleiben, taucht Toler auf und warnt Knowlton subtil, sich von seiner Tochter fernzuhalten.
Während der nächsten Patrouillenfahrt konfrontiert Toler Knowlton mit der Affäre und rät ihm nachdrücklich, die Romanze zu beenden. Als sich das U-Boot einer kleinen Flotte deutscher Schlachtschiffe nähert, entdeckt Knowlton Walters Schlauchboot im Periskop und bittet um einen Rettungsversuch. Toler verweigert die Erlaubnis und befiehlt seinen Männern, die Schlachtschiffe nur zu beobachten. Knowlton setzt sich über den Befehl hinweg und beginnt, die Deutschen mit Torpedos zu bombardieren. Zwar werden zwei Schlachtschiffe versenkt, zwei andere greifen jedoch das U-Boot sofort an. Das U-Boot wird schwer beschädigt und muss in eine gefährliche Tiefe abtauchen. Obwohl er in der Brigg eingesperrt ist, eilt Knowlton in den Kontrollraum, als er ein Chlorgasleck entdeckt. Als das tödliche Gas durch das U-Boot sickert, drängen sich die Matrosen in den Kontrollraum und versuchen fieberhaft, den beschädigten Motor zu starten. Sie benutzen wassergetränkte Tücher, um die Wirkung des Gases zu verzögern. Nur wenige Augenblicke später wird der Motor von den überlebenden Männern gestartet und das U-Boot manövriert sich in Sicherheit.
An Land wird Knowlton unehrenhaft entlassen, aber Joan lässt sich von dem Skandal nicht abschrecken und besteht darauf, dass Herbert die Wahrheit gesagt wird. Als Knowlton jedoch erfährt, dass sein Rivale gerade operiert wurde und wahrscheinlich wieder gehen kann, verlässt er das Krankenhaus, ohne Herbert von der Affäre zu erzählen. Knowlton kehrt zu Joan zurück und gibt sich vor Toler betrunken und gefühllos. Joan, die nichts von Herberts erfolgreicher Operation weiß, ist von Knowltons Verhalten geschockt. Sie verlässt ihn und bereitet sich darauf vor, in ihr Eheleben zurückzukehren. Bevor Tolers U-Boot zu einer gefährlichen Mission aufbricht, schleicht sich Knowlton an Bord und darf, nachdem er sich Toler offenbart hat, wieder zur Mannschaft stoßen. Während eines erbitterten Gefechtes wird das U-Boot beim Angriff auf ein deutsches Fort getroffen. Als das U-Boot sinkt, wirft Knowlton Toler über Bord und geht dann mit dem Schiff unter, während er den Feind mit einer letzten Salve von Kugeln eindeckt.

## Hintergrund
Laut einem Vorwort wurde dieser Film „in Zusammenarbeit mit dem Marineministerium produziert“ und ist „den Offizieren und Männern der US-Marine gewidmet, die in Frieden und Krieg ihr Leben in einem der gefährlichsten Zweige ihrer Streitkräfte opfern – den U-Booten“. Im Oktober 1931 wurde angekündigt, dass Harry A. Pollard den Film inszenieren würde. In einer weiteren Nachricht hieß es, dass MGM die Produktion des Films in diesem Monat wegen schlechten Wetters einstellte, aber plante, die Dreharbeiten im Frühjahr 1932 wieder aufzunehmen. Im selben Artikel wird erwähnt, dass eine Kopie des Drehbuchs zur Genehmigung an die britische Marine geschickt wurde, da die Geschichte die Operationen eines britischen U-Boots aus dem Ersten Weltkrieg beschrieb. In der Endfassung des Drehbuchs waren die U-Boote jedoch amerikanisch, nicht britisch. Laut Presseberichten wurden Szenen der Produktion in Honolulu und Pearl Harbor gedreht.
Laut einer Pressemeldung hat das Kamerateam eine „Reihe von Linsen und Prismen“ an der Kamera angebracht, um durch ein echtes Periskop zu filmen und „einen Zerstörer als Torpedoziel anzuvisieren“. Nach Presseangaben betrug die Vorschaulänge des Films 155 Minuten, was darauf hindeutet, dass für die allgemeine Veröffentlichung beträchtliches Material herausgeschnitten wurde. Eine Rezension von Mitte April 1933 gab die Laufzeit mit 78 Minuten an, während eine andere von Anfang Mai eine Laufzeit von 105 Minuten angab.
Als 1931 20th Century Fox mit der Produktion von Unter der See begann, waren die Führungskräfte von Fox besorgt, dass Edward Ellsbergs Roman, der am 15. November und 1. Dezember 1930 erstmals veröffentlicht wurde und erst nach dem Urheberrecht ihres Drehbuchs urheberrechtlich geschützt wurde, ihrer Geschichte verdächtig ähnlich sei. Fox verfolgte jedoch keine Plagiatsklage.
Cedric Gibbons oblag die künstlerische Leitung. Gilbert Adrian war für das Kostümbild zuständig. Verantwortlicher Toningenieur war Douglas Shearer. John S. Waters arbeitete als Regieassistent.

## Veröffentlichung
Die Premiere des Films fand am 25. April 1933 in New York statt. 1934 kam er in Österreich in die Kinos, hier auch unter dem Titel AL 14 gesunken.

## Kritiken
Der Filmkritiken-Aggregator Rotten Tomatoes hat in einer Auswertung ein Publikumsergebnis von 50 Prozent positiver Bewertungen ermittelt.
Mordaunt Hall von der The New York Times befand, die Art und Weise, wie der Film von absurden Vorgängen an Land zu düsteren Bildern an Bord eines beschädigten US-Tauchboots wechselt, sei ausgesprochen irritierend. Doch trotz seiner offensichtlichen Mängel gebe es Szenen im Unterwasserfahrzeug, die äußerst gut dargestellt seien, und auch andere, die zeigen, was auf der Wasseroberfläche geschehe. Aber die lärmende Heiterkeit passe kaum zu einer Erzählung, die auch Bilder sterbender Männer in einem U-Boot enthalte. Es scheine genug darin zu stecken, um drei separate Geschichten zu machen, und es sei schade, dass die Produzenten ihrer Vorliebe nachgegeben haben, Spaß und Raserei zu kombinieren. Walter Huston und Robert Montgomery kümmern sich um das Melodrama und die Romantik. Für den Humor seien Jimmy Durante und Eugene Pallette zuständig, und es lasse sich nicht leugnen, dass die scherzhaften Episoden des Films weitaus unterhaltsamer seien als jene, die sich mit Romantik oder dem Tauchbootkrieg befassen.
Der Kritiker des TV Guide sah ein mitreißendes U-Boot-Drama. Conways Regie, insbesondere in den Action-Szenen, in denen das U-Boot angegriffen wird, sei außergewöhnlich.